# Consell de Col·legis d'Enginyers Tècnics Industrials de Catalunya
El Consell de Col·legis d'Enginyers Tècnics Industrials de Catalunya és una corporació professional de dret públic amb plena capacitat i personalitat jurídica pròpia, que constitueix l'òrgan superior representatiu i executiu dels col·legis d'enginyers tècnics industrials de Catalunya. Es va constituir quan, pel Decret 293/1995 de 7 de novembre, publicat en el DOGC de 22-11-1995, es va aprovar la segregació del Col·legi d'Enginyers Tècnics Industrials de Catalunya en els sis col·legis actuals.
Està integrat pels següents membres:
- Col·legi d'Enginyers Tècnics Industrials de Barcelona
- Col·legi d'Enginyers Tècnics Industrials de Girona
- Col·legi d'Enginyers Tècnics Industrials de Lleida
- Col·legi d'Enginyers Tècnics Industrials de Manresa
- Col·legi d'Enginyers Tècnics Industrials de Tarragona[1]
- Col·legi d'Enginyers Tècnics Industrials de Vilanova i la Geltrú

## Col·legi d'Enginyers Tècnics Industrials de Lleida
El Col·legi d'Enginyers Tècnics Industrials de Lleida (Enginyers Lleida), és una corporació professional de dret públic, amb personalitat jurídica pròpia. Són col·legiats al mateix amb caràcter obligatori els enginyers de grau de la branca industrial, els enginyers tècnics industrials, les enginyeres tècniques industrials, els pèrits industrials i els tècnics industrials que es dediquen a l'exercici de la professió en les comarques de l'Alt Urgell, Alta Ribagorça, Garrigues, Noguera, Pallars Jussà, Pallars Sobirà, Pla d'Urgell, Segarra, Segrià, Solsonès, Urgell i Val d'Aran.

## Col·legi d'Enginyers Tècnics Industrials de Manresa
El Col·legi d'Enginyers Tècnics Industrials de Manresa (abreviat CETIM), és una corporació professional de dret públic, amb personalitat jurídica pròpia. Són col·legiats al mateix amb caràcter obligatori els enginyers de grau de la branca industrial, els enginyers tècnics industrials, les enginyeres tècniques industrials, els pèrits industrials i els tècnics industrials que es dediquen a l'exercici de la professió en les comarques del Bages i del Berguedà.

## Col·legi d'Enginyers Tècnics Industrials de Barcelona
El Col·legi d'Enginyers Tècnics Industrials de Barcelona (Enginyers BCN) és una corporació amb 50 anys d'història que agrupa més de 7.500 professionals. La seva finalitat és l'ordenació, representació i defensa de l'enginyeria tècnica industrial i dels interessos professionals dels seus col·legiats. El Col·legi vetlla perquè l'actuació dels seus col·legiats respongui als interessos i necessitats de la societat en relació amb l'exercici de l'enginyera.
Enginyers BCN desenvolupa activitats formatives ofertes a la societat, edita manuals tècnics i col·labora amb les administracions en totes les funcions que li són encomanades. Vetlla també pel compliment de les lleis i normes deontològiques que afecten l'exercici professional i participa en l'ordenament educatiu, tot col·laborant amb les escoles tècniques i amb els estaments corresponents.
L'àmbit territorial comprèn les comarques de l'Anoia, el Baix Llobregat, el Barcelonès, el Maresme, Osona, el Vallès Occidental i el Vallès Oriental. Els seus membres són titulats en Peritatge Industrial i en Enginyeria Tècnica Industrial en les especialitats d'electricitat, electrònica industrial, mecànica, química industrial i tèxtil. Actualment el col·lectiu està format per més de 6.500 membres.
La seu central del Col·legi està situada en ple centre de l'Eixample barceloní, al carrer Consell de Cent, 365. L'edifici és un palau de finals del segle xix que es va reformar per encabir-hi les instal·lacions del Col·legi i que es va inaugurar al novembre de 1996.
Disposa de quatre plantes i soterrani, amb un total de 1.786 metres quadrats. El Col·legi conserva una part de l'antiga seu del passeig de Gràcia, on s'han habilitat espais per desenvolupar activitats de caràcter cultural i lúdic. Rep el nom d'Ateneu Industrial, és a la cinquena planta del número 50 del passeig de Gràcia. D'altra banda, des de 2002 hi ha habilitada una oficina a l'Escola Industrial de Barcelona (EUETIB) i, des de mitjans del 2006, una altra a l'Escola Industrial de Terrassa (EUETIT). La finalitat principal d'ambdós espais és la d'apropar el Col·legi al món universitari i als estudiants d'enginyeria tècnica industrial, i alhora d'oferir-los informació sobre els serveis del Col·legi.
A les darreries de 2006 el Col·legi, per tal d'ampliar-ne les instal·lacions, va adquirir un nou local de 600 metres quadrats, situat al número 68 del carrer Bailèn, en el qual es duran a terme activitats de formació, exposicions diverses i altres usos.

## Col·legi d'Enginyers Tècnics Industrials de Tarragona
Hereus de la més pura tradició associacionista que sempre ha caracteritzat als professionals de les disciplines tècniques a Catalunya; i molt especialment com a decidits portadors de la voluntat d’unir en estret llaç de confraternitat a tots el enginyers de les Comarques del sud de Catalunya, es crea aquesta associació, emmirallada de la que fou pionera l’any 1925, d’obligada referència i d’entranyable record, que suposà la més significativa iniciativa de progrés en comú i d’esperit solidari.
Des d’aquest sentiment de reconeixement, de voluntat de recuperació d’allò que significà de decidit i d’innovador que uns tècnics organitzessin la seva manera d’actuar per a garantir el reconeixement social i professional de la societat a la que servien, però també per a garantir a la societat la serietat i eficàcia dels seus professionals; es planteja, des d’aquell vell esperit, emprendre nous camins, nous reptes i noves il·lusions que permeti als nostres enginyers d’avui ser cada cop millors.
El Col·legi d’Enginyers Tècnics Industrials de Tarragona (EnginyersTarragona) és una corporació de dret públic, de caràcter professional, amb personalitat jurídica pròpia i plena capacitat d’obrar per al compliment de les seves finalitats. L’àmbit territorial de la seva jurisdicció són les comarques de la circumscripció de Tarragona; és a dir, l’Alt Camp, el Baix Camp, el Baix Ebre, el Baix Penedès, la Conca de Barberà, el Montsià, el Priorat, la Ribera d’Ebre, el Tarragonès i la Terra Alta.